# Curfew Shall Not Ring Tonight (film 1906)
Curfew Shall Not Ring Tonight è un cortometraggio muto del 1906 diretto da Alf Collins. Il soggetto è basato sul poema Curfew Must Not Ring Tonight di Rose Thorpe (1850-1939) che venne portato svariate volte sullo schermo.

## Produzione
Il film fu prodotto dalla Gaumont.

## Distribuzione
Distribuito dalla Gaumont British Distributors, uscì nelle sale cinematografiche britanniche nel dicembre 1906.

### Versioni cinematografiche del poema
- Curfew Shall Not Ring Tonight, film del 1906 diretto da Alf Collins
- Curfew Shall Not Ring Tonight, film del 1907 diretto da Arthur Gilbert
- Curfew Shall Not Ring Tonight, film del 1912 diretto da Hal Reid
- Curfew Shall Not Ring Tonight, film del 1913 con Florence La Badie
- Curfew Shall Not Ring Tonight, film del 1926 diretto da Frank A. Tilley